# Krishnarajanagara
Krishnarajanagara è una città dell'India di 30.603 abitanti, situata nel distretto di Mysore, nello stato federato del Karnataka. In base al numero di abitanti la città rientra nella classe III (da 20.000 a 49.999 persone).

## Geografia fisica
La città è situata a 12° 26' 38 N e 76° 23' 09 E.

## Società

### Evoluzione demografica
Al censimento del 2001 la popolazione di Krishnarajanagara assommava a 30.603 persone, delle quali 15.589 maschi e 15.014 femmine. I bambini di età inferiore o uguale ai sei anni assommavano a 3.263, dei quali 1.679 maschi e 1.584 femmine. Infine, coloro che erano in grado di saper almeno leggere e scrivere erano 22.344, dei quali 12.165 maschi e 10.179 femmine.